# Ригліце (гміна)
Гміна Ригліце (пол. Gmina Ryglice) — місько-сільська гміна у південній Польщі. Належить до Тарновського повіту Малопольського воєводства.
Станом на 31 грудня 2011 у гміні проживало 11712 осіб.

## Площа
Згідно з даними за 2007 рік площа гміни становила 116.81 км², у тому числі:
- орні землі: 67.00%
- ліси: 25.00%

Таким чином, площа гміни становить 8.25% площі повіту.

## Населення
Станом на 31 грудня 2011:
| Опис     | Загалом | Загалом | Чоловіки | Чоловіки | Жінки | Жінки |
| -------- | ------- | ------- | -------- | -------- | ----- | ----- |
| одиниця  | осіб    | %       | осіб     | %        | осіб  | %     |
| все      | 11712   | 100     | 5811     | 49.62    | 5901  | 50.38 |
| міське   | 2881    | 100     | 1436     | 49.84    | 1445  | 50.16 |
| сільське | 8831    | 100     | 4375     | 49.54    | 4456  | 50.46 |

## Сусідні гміни
Гміна Ригліце межує з такими гмінами: Йодлова, Пільзно, Скшишув, Тухув, Шежини.